# Passalus lunaris
Passalus lunaris là một loài bọ cánh cứng trong họ Passalidae. Loài này được Kaup miêu tả khoa học năm 1869.